# Benakanakoppa, Gadag
Benakanakoppa là một làng thuộc tehsil Gadag, huyện Gadag, bang Karnataka, Ấn Độ.